# Sometimes I Feel Like Screaming
Sometimes I Feel Like Screaming (с англ. — «Иногда хочется кричать») — песня (рок-баллада) рок-группы Deep Purple с альбома Purpendicular, вышедшего в феврале 1996 года. Песня была выпущена в качестве сингла, куда вошли укороченная и полная версия этой песни, а также песня «Vavoom: Ted the Mechanic».
Гитарная партия Морса в этой песне напоминает инструментальную композицию Country Colors, записанную Морсом для альбома High Tension Wires 1989 года.
По словам Стива Морса: «Sometimes I Feel Like Screaming началась с того, что бренчал, тихо играя для себя самого. Роджер и Джон услышали то, что я делаю и сказали: „Что это было, снова? Давайте посмотрим будет ли это работать вот с этим“. Это стало песней в тот день».
«Sometimes I Feel Like Screaming» была одной из первых песен, записанных Deep Purple с гитаристом Стивом Морсом. По словами Глена Миллера из AllMusic, Sometimes I Feel Like Screaming является одной из лучших своих песен за многие года, начиная с мягкого акустического вступления before being rocked up to the turbo-charged chorus full of lyrical wit. Песня очень часто исполнялась на концертах и сопровождалась фирменным соло Морса.
Песня появилась на следующих концертных альбомах Deep Purple: Live at the Olympia '96 (1997), Total Abandon: Australia '99 (1999), Live at the Royal Albert Hall (2000), The Soundboard Series (2001), Live at the Rotterdam Ahoy (2002), Live at Montreux 1996 (2006).

## Сингл
Авторы песен: Иэн Гиллан, Роджер Гловер, Джон Лорд, Стив Морс, Иэн Пейс.
1. Sometimes I Feel Like Screaming (Edit) — 4:35
2. Vavoom: Ted the Mechanic — 4:16
3. Sometimes I Feel Like Screaming — 7:29

## Музыканты
- Иэн Гиллан — вокал
- Стив Морс — гитара
- Роджер Гловер — бас-гитара
- Джон Лорд — орган, синтезатор
- Иэн Пейс — ударные